# Rostyslav Kosyura

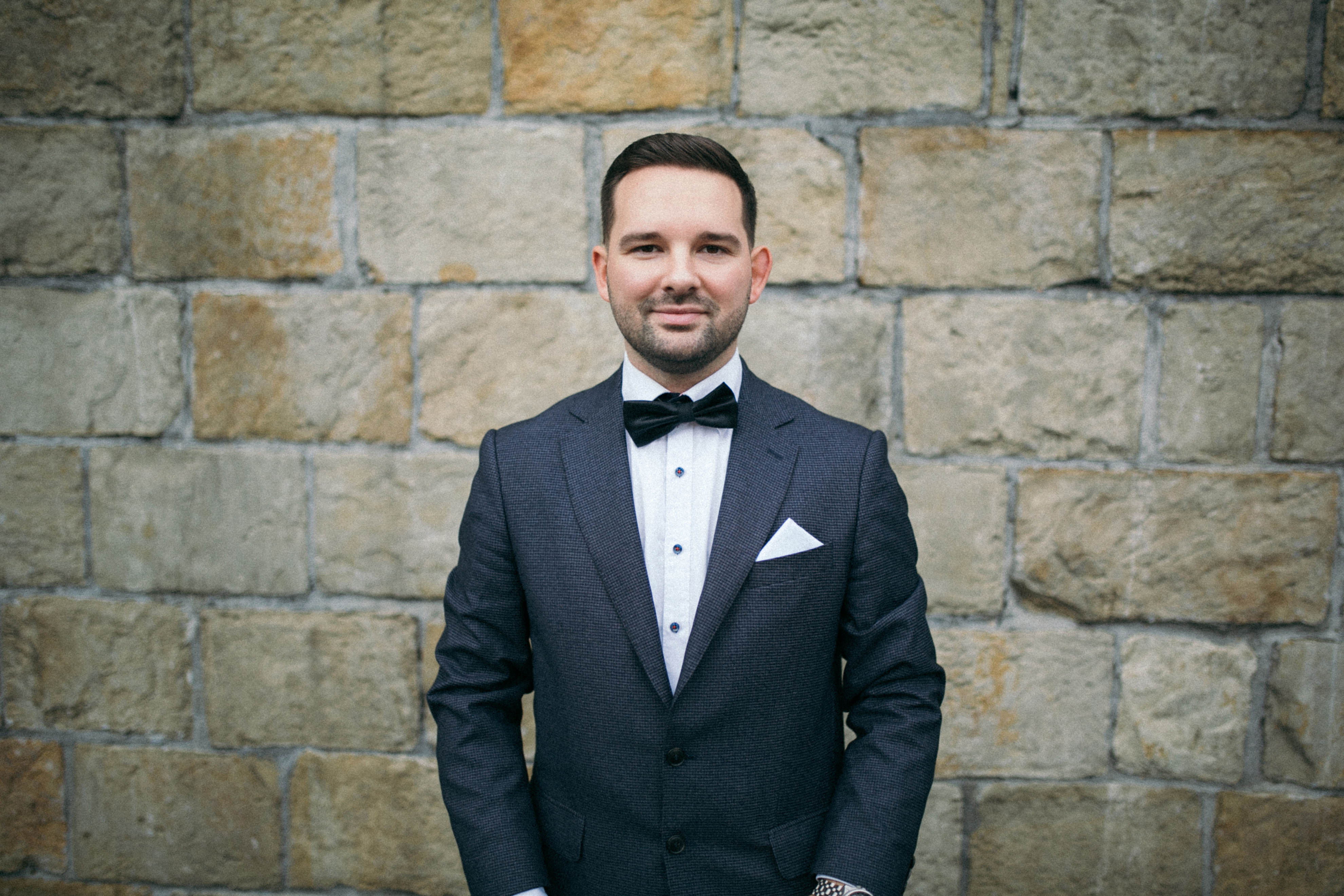
Rostyslav Kosyura

Rostyslav Kosyura (ukrainisch Ростислав Косюра; * 9. August 1990 in Lwiw, Sowjetunion) ist ein deutsch-ukrainischer Unternehmer und Aktivist. Er ist der Gründer und Geschäftsführer der ersten „Tafel“ in der Ukraine „tarilka.org“.

## Leben und Beruf
Rostyslav Kosyura verbrachte die ersten sechs Jahre seines Lebens in Lwiw.
Als 1996 sein Vater, Andriy Kosyura, in Deutschland studierte, entschied die Familie ihn für drei Monate in Deutschland besuchen zu kommen. Während dieser drei Monate erkrankte der Vater an Krebs. Die Familie Kosyura entschied daraufhin sich in Deutschland niederzulassen.
Rostyslav besuchte zunächst den Waldorfkindergarten in Chemnitz, um sich in der deutschen Gesellschaft zu integrieren und Deutsch zu lernen. Nach einigen Monaten wurde er bereits eingeschult und besuchte fortan die erste Klasse der Kappler Grundschule in Chemnitz. Nach einer kurzen Station an der Valentina-Tereschkowa-Mittelschule Chemnitz, setzte Rostyslav seinen Schulbesuch am Kepler-Gymnasium in Ulm, fort. In Ulm wuchs er auf und verbrachte dort 13 Jahre seines Lebens.
Nach seinem Schulabschluss begann Kosyura ein Duales Studium in „International Business“ an der Dualen Hochschule Baden-Württemberg in Stuttgart, in Kooperation mit der Firma DAT GmbH. Nach drei Semestern wechselte er den Studiengang und studierte fortan „Languages and Business Administration“ an der Westsächsischen Hochschule Zwickau, welches er mit dem Abschluss „Bachelor of Arts, B.A.“, abschloss. Während des Studiums hielt er sich ein Jahr in Frankreich auf, studierte „Géstion des entreprises et des administration“ am IUT der Universität Aix-Marseille in Aix-en-Provence und absolvierte ein Praktikum als „Consultant en recrutement“ bei dem Unternehmen „Rheinbrücke Consulting S.A.“ in Straßburg.
Nach seinem Abschluss begann er als Recruiter bei dem Unternehmen „Hays AG“ zu arbeiten. Zwei Jahre arbeitete er in den Bereichen „Finanzen“ und „Engineering/IT“ bevor er sein eigenes Personalvermittlungsunternehmen „IT-Experta“ gründete.
Die IT-Experta UG wurde im Jahr 2017 von ihm und Oleksandr Kudriavtsev gegründet.
Es handelt sich um eine Personalvermittlung, die sich auf die Vermittlung von IT-Spezialisten aus der ganzen Welt fokussiert. Zu den wichtigsten Kunden gehört die slowakische Tochtergesellschaft der T-Systems sowie die deutsche Firma Continental AG.
Um sein Wissen im Unternehmertum zu vertiefen, fing Rostyslav Kosyura im September 2018 ein Masterstudium in „Technology Entrepreneurship“ an der Hochschule Karlsruhe an.
Seit August 2019 hält sich Kosyura teilweise in der Ukraine, seinem Geburtsland auf, da er entschieden hat, sein Leben dem Aufbau seines Heimatlandes zu widmen.
Er spricht fünf Sprachen fließend, Ukrainisch, Deutsch, Englisch, Französisch und Russisch.

## Aktivismus und Öffentlichkeitsarbeit in der Ukraine
Rostyslav Kosyura gelang es, die allererste Tafel der Ukraine, „tarilka.org“ (auf Deutsch: Teller), zu gründen.
Die Ukraine ist eines der ärmsten Länder auf dem europäischen Kontinent (30 % der Ukrainer leben von weniger als 115 Euro im Monat) und dennoch produzieren sie statistisch gesehen viel mehr Müll als Deutschland und Frankreich (Platz 9 in der Welt laut der Weltbank). Durch dieses Projekt werden beide Probleme angegangen.
Das Konzept besteht darin, Produkte, die sich dem Ende des Mindesthaltbarkeitsdatum nähern aus Supermärkten einzusammeln und in der Filiale der Tarilka an Bedürftige auszugeben.
Dieses Konzept wurden von den Tafeln in Ulm und Karlsruhe übernommen, welche eng mit Rostyslav Kosyura an der Verwirklichung des Projektes in Ukraine gearbeitet haben.
Darüber hinaus beinhalte das Konzept „tarilka.org“ insgesamt drei vollwertige Projekte. Tarilka als Tafel, GreenCompany als Ökologisches Projekt mit Fokus auf „Foodwaste“ und die „Vereinigung der gemeinnützigen Organisationen“ (auf Ukrainisch: „Об'єднання благодійних організацій“).
Derzeit arbeiten mehr als 40 Personen als Ehrenamtliche in der Tarilka.
Im Jahr 2019 wurde Rostyslav Kosyura in zwei verschiedenen Zeitschriften in das Ranking der „Menschen des Jahres 2019“ gewählt.

## Privates
Rostyslav Kosyura ist verheiratet mit der ukrainischen Schriftstellerin, Journalistin und Mitglied des ukrainischen PEN-Clubs Olessja Jaremtschuk (Олеся Любомирівна Яремчук).